# Mestissatge

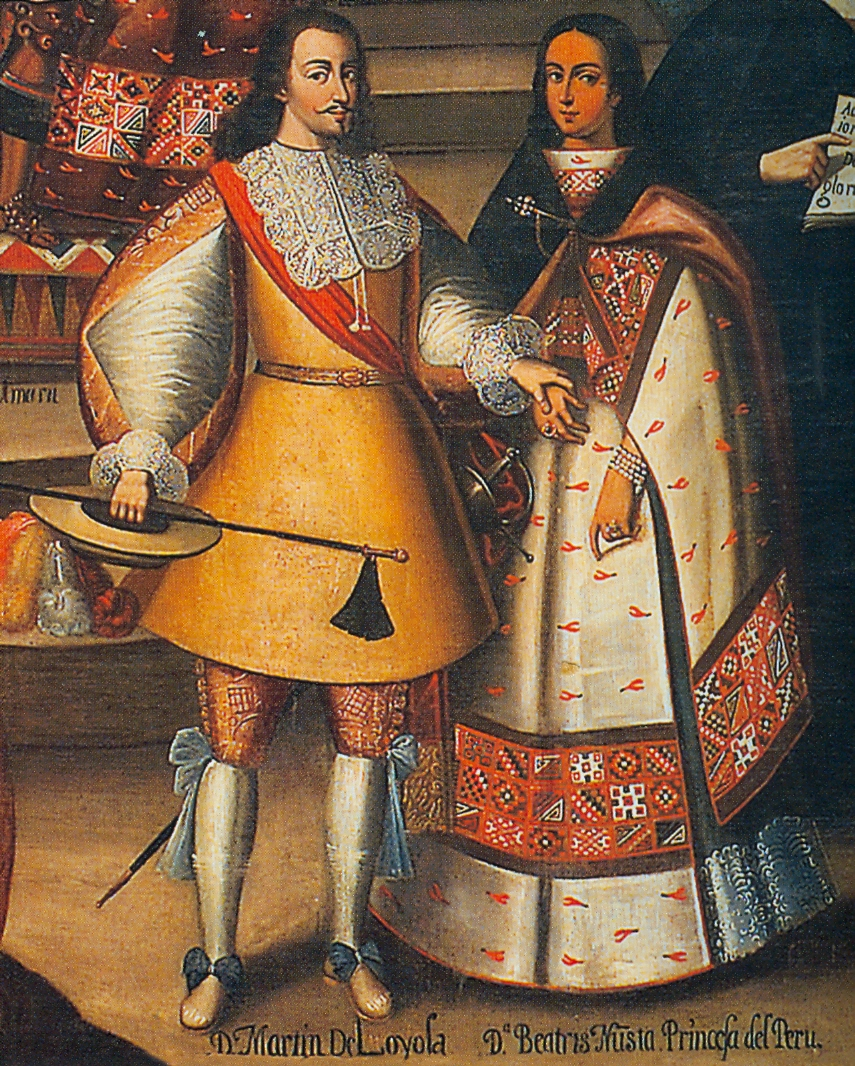
Martín García de Loyola i Beatriz Clara Coya, imatge d'un quadre del segle XVII de l'Església de la Companyia, Cuzco (Perú).

El mestissatge és la trobada biològica i cultural o el seu ordenament entre ètnies diferents, en què aquestes es barregen, donant naixement a noves espècies de famílies i nous genotips. S'utilitza sovint aquest terme per descriure el procés històric succeït a Amèrica que la va portar al seu estat cultural actual. No obstant això, també es pot referir a altres pobles que hagin travessat un procés de trobada entre diverses espècies de famílies, en llocs com les Filipines, Sud-àfrica o els Estats Units.
A la història de les nacions modernes, el mestissatge va ser travessat per nombrosos factors, com el clima, les particularitats culturals de cada comunitat, o altres aspectes que van provocar, a diferents regions dins d'un mateix país, que el mestissatge hagi succeït en diferents ritmes i graus de profunditat. L'exemple llatinoamericà és notable, ja que exemplifica una barreja ètnica expandida per gran part del territori.

## Mestissatge a l'Àfrica

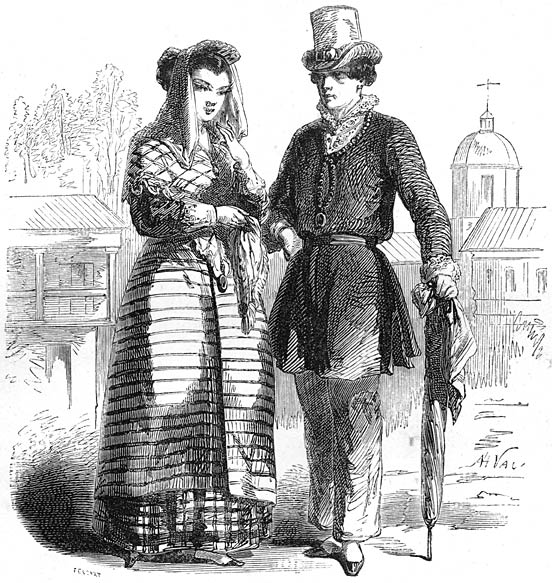
Parella mestitza a les Filipines colonial de mitjans del XIX.

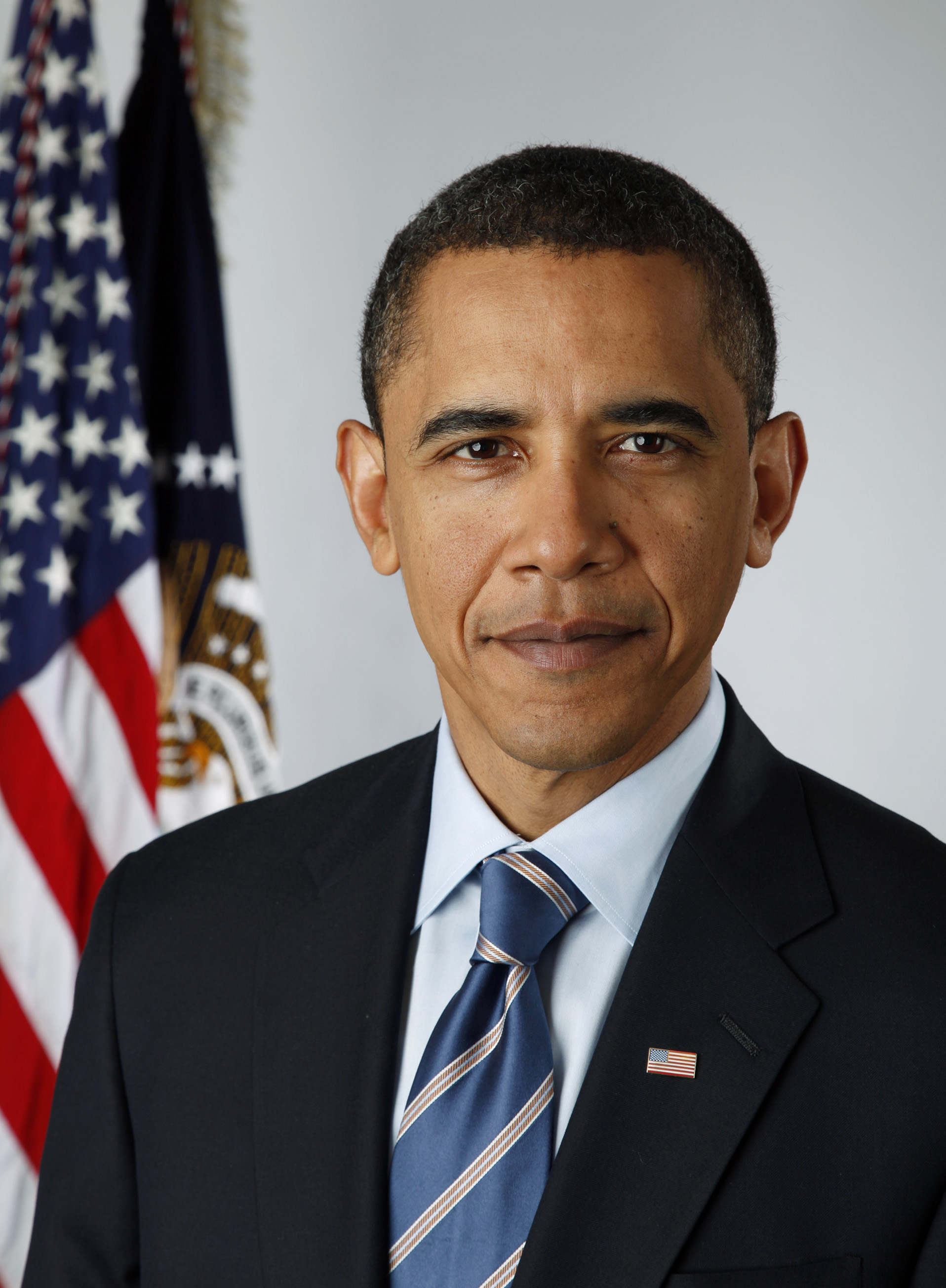
L'expresident nord-americà Barack Obama és fill d'una mare americana blanca irlandesa i d'un pare negre kenyà.

Les darreres dècades del segle xix van veure l'inici de l'ocupació europea del territori africà. El moment històric de la Invasió abasta pròpiament el període que va de la Conferència de Berlín pel repartiment de les àrees d'influència comercial a l'Àfrica 1884-85, fins a la Segona Guerra Mundial (1939-1945) moment que estableix les bases per a l'alliberament de la mateixa com ho és Àfrica
El període consta de tres fases: la primera arriba fins a la Primera Guerra Mundial (1914-1918) en què es van consolidar els models d'explotació; la segona fase correspon al període d'entreguerres, amb l'auge de nous models colonials, a la tercera fase, que pot anomenar-se ja d'alliberament, les lluites anticolonials i l'auge del neocolonialisme marquen un període de durada desigual depenent de la regió..
Àfrica ha tingut una llarga història de barreja amb no africans des de la prehistòria. El retorn eurasiàtic que va ocórrer en temps prehistòrics va veure una gran migració des del Llevant entrant a la regió i aquests migrants es barregen amb els africans autòctons. Es poden trobar signes d'aquesta migració entre les persones que habiten la Banya d'Àfrica i el Sudan. Àfrica a l'antiguitat, també ha tingut una llarga història de barreja interracial amb exploradors, comerciants i soldats homes àrabs i europeus que tenien relacions sexuals amb dones africanes negres i també les prenen com a dones. Els àrabs van tenir un paper important en el tràfic d'esclaus africà i, a diferència del tràfic d'esclaus transatlàntic, la majoria dels esclaus africans negres en el tràfic d'esclaus àrabs eren dones. La majoria d'elles van ser utilitzades com a esclaves sexuals pels homes àrabs tot i que algunes van ser agafades com a esposes.
Sir Richard Francis Burton escriu, durant la seva expedició a l'Àfrica, sobre les relacions entre les dones negres i els homes blancs: "Les dones estan ben disposades cap als estranys de complexió clara, aparentment amb el permís dels seus marits". Hi ha diverses poblacions de races mixtes a tot Àfrica, sobretot el resultat de les relacions interracials entre homes i dones negres àrabs i europeus. A Sud-àfrica, hi ha grans comunitats de races mixtes com els coloured i griqua formades per colons blancs que prenen dones africanes natives. A Namíbia hi ha una comunitat anomenada Rehoboth Basters formada pel matrimoni interracial d'homes holandesos / alemanys i dones negres africanes.
A l'antiga Àfrica portuguesa (ara coneguda com Angola, Moçambic i Cap Verd) la barreja racial entre portuguesos blancs i africans negres era bastant comú, especialment a Cap Verd, on la majoria de la població és d'ascendència mestissa. Hi ha hagut alguns casos registrats de comerciants i obrers xinesos que van prendre esposes africanes per tota Àfrica, ja que molts treballadors xinesos estaven contractats per a construir ferrocarrils i altres projectes d'infraestructura a Àfrica. Aquests grups laborals estaven formats completament per homes i molt poques dones xineses arribaven a l'Àfrica.
A l'Àfrica occidental, especialment a Nigèria, hi ha molts casos d'homes no africans que prenen dones africanes. Molts dels seus descendents han guanyat posicions destacades a l'Àfrica. El tinent de vol Jerry John Rawlings, que tenia un pare escocès i una mare negra ghanesa es va convertir en el president de Ghana. Jean Ping, fill d'un comerciant xinès i d'una mare negra gabonesa, es va convertir en el viceprimer ministre i també en el ministre d'Afers Exteriors del Gabon i va ser el president de la Comissió de la Unió Africana del 2009 al 2012. El president de Botswana, Ian Khama, és fill del primer president de Botswana, Seretse Khama, i d'una estudiant britànica blanca, Ruth Williams Khama. Nicolas Grunitzky, que era fill d'un pare alemany blanc i d'una mare togolesa, es va convertir en el segon president del Togo després d'un cop d'estat.
Els homes indis, que han estat durant molt de temps comerciants a l'Àfrica oriental, de vegades es van casar amb dones africanes locals. L'Imperi Britànic va portar molts treballadors indis a l'Àfrica oriental per construir el ferrocarril d'Uganda. Els indis finalment van poblar Sud-àfrica, Kenya, Uganda, Tanzània, Malawi, Ruanda, Zàmbia, Zimbàbue i el Zaire en petit nombre. Aquestes unions interracials eren majoritàriament matrimonis unilaterals entre homes indis i dones d'Àfrica oriental.

## Mestissatge a Hispanoamèrica

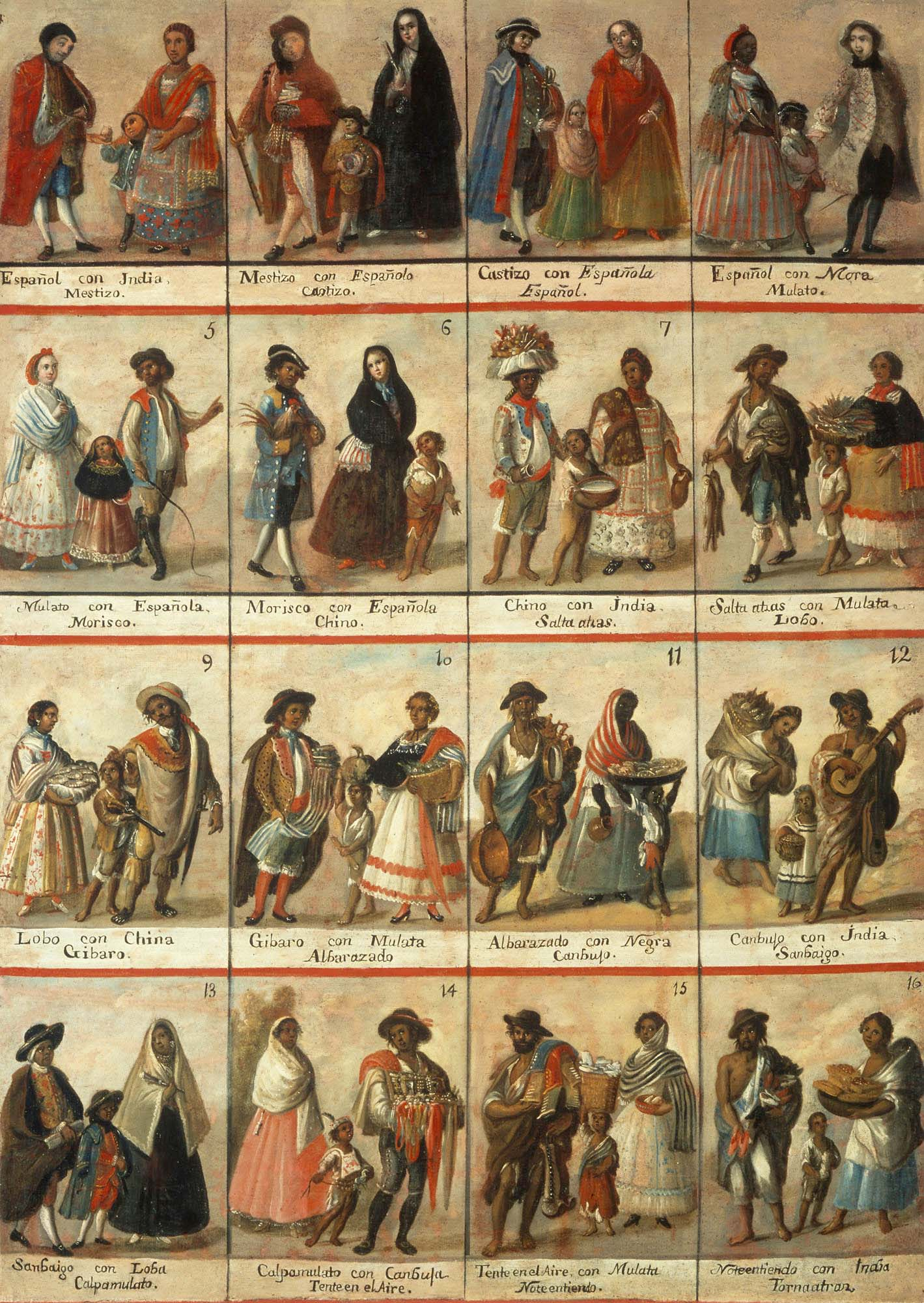
Pintura de Castas que mostra les diferents combinacions de races del Mèxic colonial

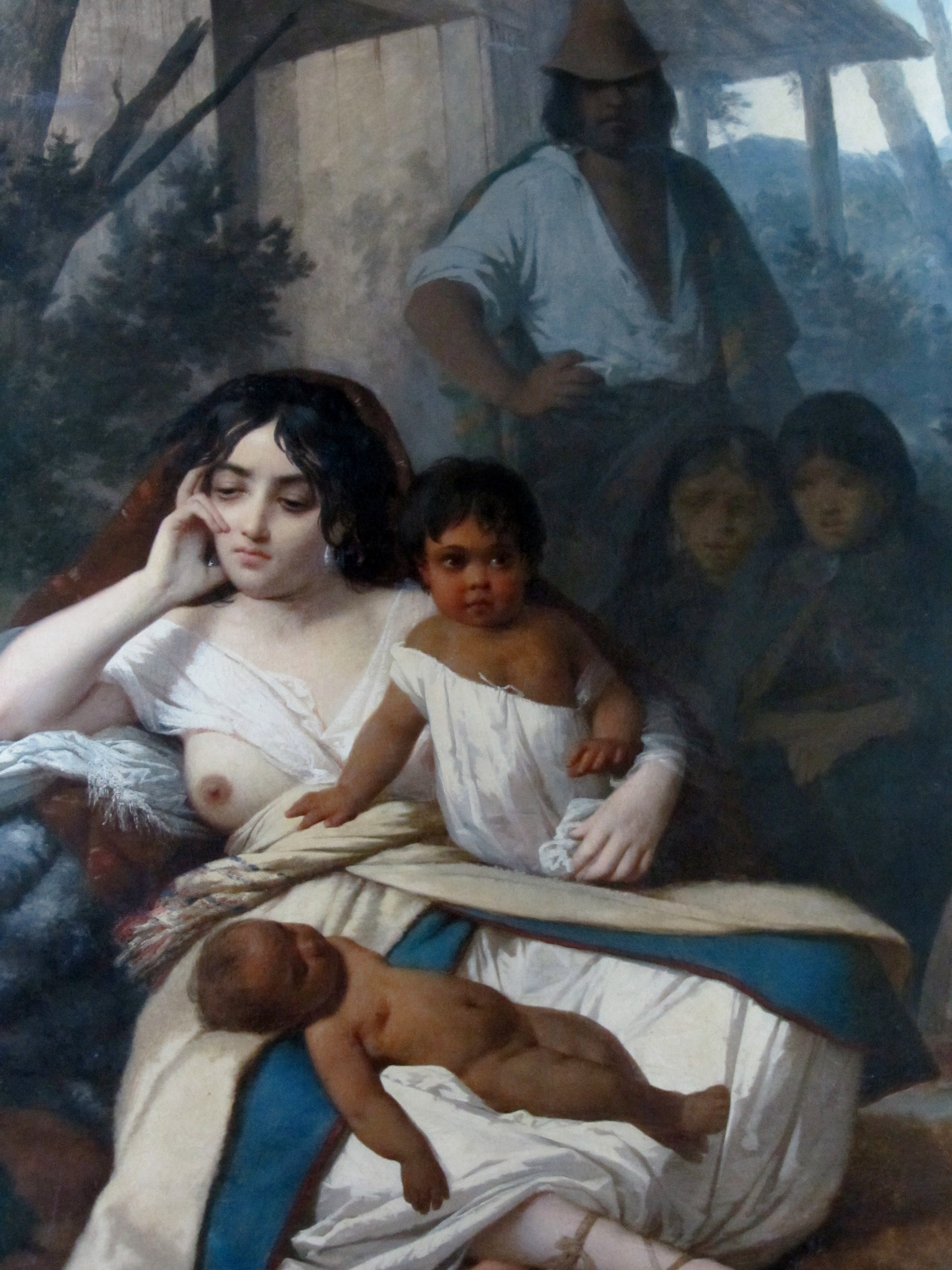
La xilena Elisa Bravo captiva dels maputxe, per Raimundo Monvoisin

En espanyol, portuguès i francès, les paraules utilitzades per descriure la mescla de races són mestizaje, mestiçagem i métissage. Aquestes paraules, molt més antigues que el terme mestizaje, deriven del llatí tardà mixticius per a "mixt", que també és l'arrel de la paraula espanyola mestizo . (El portuguès també utilitza miscigenação, derivat de la mateixa arrel llatina que la paraula anglesa.) Aquests termes no anglesos per a "mescla de races" no es consideren tan ofensius com "mestissatge", encara que històricament han estat lligats al sistema de castes (casta) que es va establir durant l'època colonial a l'Amèrica Llatina hispanoparlant.
Avui en dia, les mescles entre races i ètnies són diverses, per la qual cosa es considera preferible utilitzar el terme "mixte" o simplement "mixt" (mescla). A l'Amèrica Llatina de parla portuguesa (és a dir, el Brasil), existia una forma més suau de sistema de castes, encara que també preveia la discriminació legal i social entre individus pertanyents a diferents races, ja que l'esclavitud per als negres va existir fins a finals del segle xix. Els matrimonis mixts es van produir de manera significativa des dels primers assentaments, i els seus descendents van assolir un alt rang en el govern i la societat. Fins al dia d'avui, hi ha controvèrsies si el sistema de classes brasiler es dibuixaria principalment al voltant de línies socioeconòmiques, no racials (d'una manera similar a altres antigues colònies portugueses). Per contra, les persones classificades en els censos com a negres, marrons (" pardo ") o indígenes tenen indicadors socials desfavorits en comparació amb la població blanca.
El concepte de mestissatge està lligat a conceptes de diferència racial. Tal com suggereixen les diferents connotacions i etimologies de mestissatge i mestissatge, les definicions de raça, "mescla de races" i multiracialitat han divergit tant a nivell mundial com històric, depenent de les circumstàncies socials canviants i de les percepcions culturals. Els mestissos són persones d'ascendència mixta de blancs i indígenes, generalment d'ascendència amerindia, que no s'identifiquen com a pobles indígenes o nadius americans. Al Canadà, però, els métis, que també tenen ascendència en part amerindia i en part blanca, sovint canadenc franco-canadenc, s'han identificat com un grup ètnic i són un poble aborigen reconegut constitucionalment.
Aquest procés s'ha definit com un procès de transculturació, que ha definit la identitat llatinoamericana. El procés de mestissatge a Amèrica es va originar amb l'arribada dels europeus al continent i subseqüentment dels esclaus africans que hi van venir. En aquesta trobada de cultures van sorgir diversos tipus de mestissos:
- Mestís: barreja d'indígena i europeu (Principalment espanyol)
- Numulita: primogènit del mestís
- Morisc: barreja de mulat i europeu
- Cholo o coiot: barreja de mestís amb indígena
- Mulat: barreja de negre i europeu
- Zambo: barreja de negre amb indígena
- Castís: barreja de mestís amb espanyol
- Crioll: espanyol nascut als territoris americans
- Chino indi convertit i europeïtzat

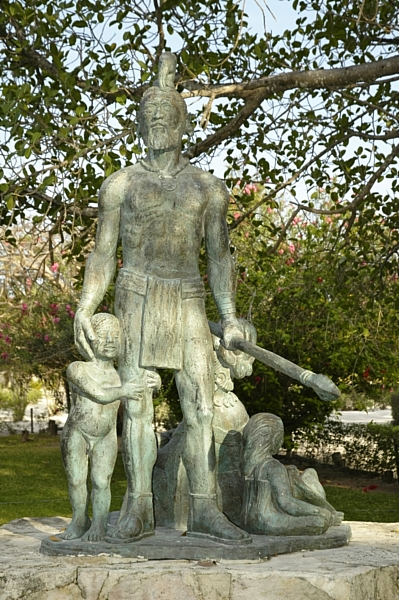
Gonzalo Guerrero és considerat Pare del Mestissatge ja que va ser el primer a tenir descendència amb els indígenes les terres descobertes.

El mestissatge ha estat un dels temes fonamentals als països americans però especialment a Amèrica Llatina. Aquesta característica de fusions culturals ha estat acollida en les darreres dues dècades per explicar el fenomen de la pluralitat a Iberoamèrica. Així mateix, aquesta mateixa ideologia ha donat força a la teoria que darrere de la percepció de la societat com a producte del mestissatge hi ha un fenomen emmascarat de racisme i exclusió. Aquest darrer punt es reflecteix en el fet que estudis recents tendeixen a cridar l'atenció sobre la necessitat de reformar el dret per poder fer front a una realitat abans inexistent o ignorada: la pluralitat de la societat.
La idea del mestissatge, segons alguns estudiosos, ha estat utilitzada pels governs i les elits llatinoamericanes per ocultar indicis de discriminació racial i racisme al continent. Utilitzant termes de Stanley Cohen, Ariel Dulitzky argumenta que hi ha tres tipus de formes en què es neguen la discriminació racial i el racisme al continent: la negació literal, la negació interpretativa i la negació justificada. La primera es dona quan els governs neguen que es doni qualsevol tipus massiu de racisme i discriminació als seus països. Una forma clara de negació literal és mitjançant lús de la idea de mestissatge. A través del discurs d'igualtat de races al continent, la percepció que tots pertanyem a una sola ètnia « mestissa » que té els mateixos ancestres ajuda a reforçar la imatge que no existeix el racisme ja que ni tan sols hi ha races diferenciades. Aquesta noció ajuda a reforçar la idea de la democràcia i fins i tot a fomentar la consolidació d'un nacionalisme que enforteix l'estat; en el període republicà la idea de la raça única mestissa era una arma de defensa contra altres elements que podien fragmentar els nous estats llatinoamericans per mitjà d'aquesta cercava enfortir els països emergents a l'estil de les nacions europees.
No obstant això, aquesta visió de mestissatge ha adquirit, segons Peter Wade, una imatge que s'acosta més a aquella projectada per la raça blanca i s'ha intentat alienar a la raça indígena i encara en major mesura a la negra.

Tot i que la noció de raça ja és un concepte anacrònic, Peter Wade tenia la idea que en aquestes races o grups ètnics de no blancs i no mestissos, existiria un desig de blanquejament mitjançant el mestissatge, fet que els portaria a un nou posicionament dins de l'ordre social. En aquest fet es basa Peter Wade quan parlant especialment de la raça negra diu que alguns busquen obrir un camí amb noves possibilitats per als seus descendents. No obstant això, hi ha la noció contrària sota la qual el mestissatge és evitat per una de les races ja que això és mal vist pels seus, ja que en el cas d'alguns de raça negra això podria ser considerat una traïció per als seus ancestres.

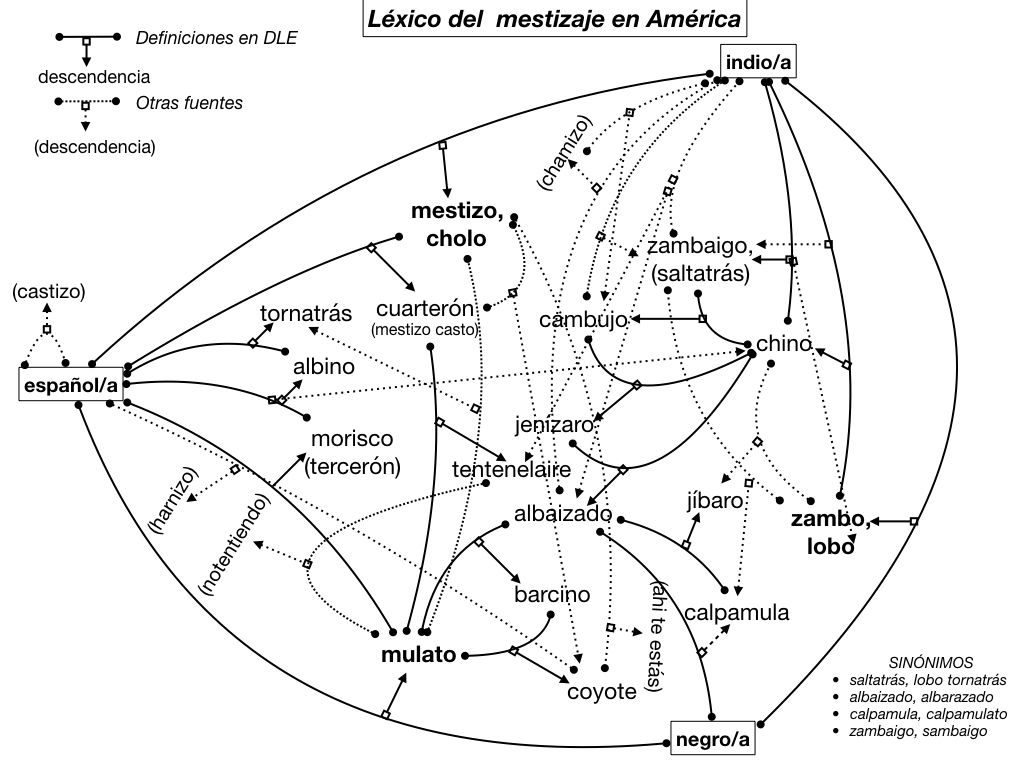
Termes emprats a l'Amèrica colonial espanyola per designar els "mestissos", segons l'origen dels seus ascendents.

## Mestissatge al Brasil

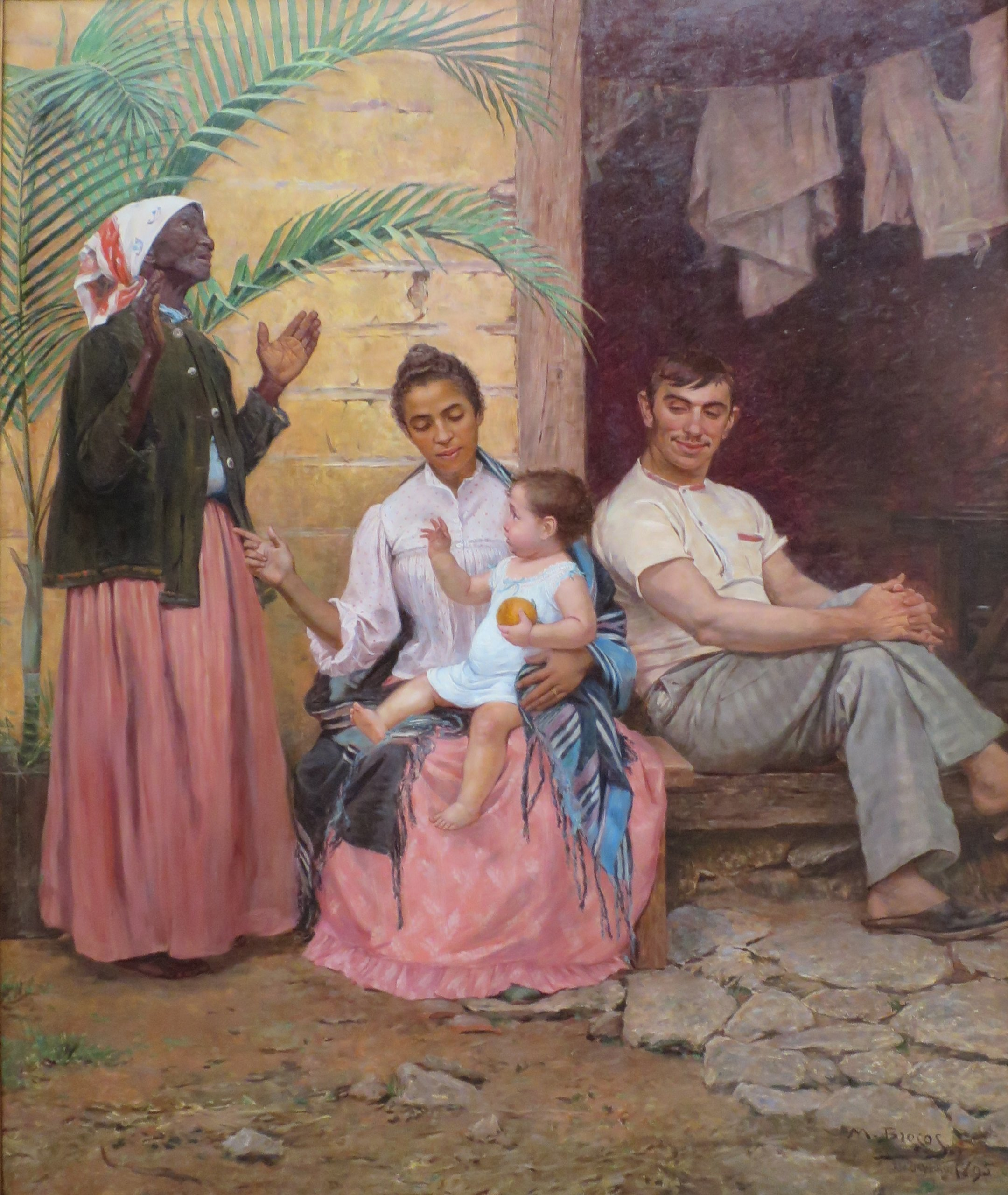
A Redenção de Cam (1895): Àvia negra, mare mulata, espòs i fill blancs; aquesta pintura sintetitza una realitat en el blanquejament de la pell de la població brasilera (quadre del pintor gallec Modesto Brocos i Gomes).

Pocs països al món van passar per un mestissatge tan intens com el Brasil. Els portuguesos ja portaven, en arribar al Brasil, molts segles d'integració genètica i cultural entre grups europeus, un exemple d'això són els pobles celta, romà, germànics, i lusità. Tot i que els portuguesos bàsicament són un grup europeu, set segles de convivència amb moros del nord d'Àfrica així com amb jueus, van deixar per cert en ells un important llegat genètic i cultural. I al Brasil, una part important dels colonitzadors portuguesos es va barrejar amb indis i amb africans, donant lloc a un procés que va resultar molt important per a la formació del futur nou país a sòl americà.
A l'esmentat i en altres processos, s'hi va sumar una forta immigració des d'altres regions d'Europa, ja que des de mitjans del segle xix fins a mitjans del segle xx, el Brasil va rebre prop de cinc milions d'immigrants europeus, la majoria portuguesos, italians, espanyols, i alemanys. La suma d'aquests processos va donar com a resultat la composició actual de la població brasilera. El 2008, 48 % de la població del Brasil es considerava blanca, 44 % s'identificava com a bruna, i 7 % es considerava negra.
Els indis brasilers no presenten rellevants diferències genètiques entre si, doncs serien tots descendents del primer grup de caçadors asiàtics que van arribar a les Amèriques, fa 60 mil anys enrere. Però en allò cultural, els aborígens brasilers constituïen una diversitat de nacions amb llengües i costums diferents. L'arribada dels primers portuguesos, majoritàriament homes, va culminar en relacions esporàdiques i de concubinat amb les índies. I el 4 d'abril de 1755, D. José, rei de Portugal, va signar un decret autoritzant el mestissatge de portuguesos amb indis.
Els africans esclavitzats a Brasil pertanyien a moltes diferents ètnies, encara que la major part eren bantúes, originaris d'Angola, Congo, i Moçambic. De totes maneres, en llocs com Badia van predominar esclaus de Nigèria, Daomé, i Costa da Mina, especialment durant el segle xviii. Alguns esclaus islàmics havien estat alfabetitzats en àrab, portant així a Brasil una rica i variada aportació cultural.
A finals del segle xix, el govern brasiler va alliberar els esclaus, encara que sense donar-los adequada assistència social, i per diversos motius, incloent la necessitat de mà d'obra i el desig de "blanquejar" la població nacional, durant almenys un segle es va estimular molt especialment la immigració europea. Hi havia entre els governants del Brasil de l'època, la idea que si immigrants europeus es casaven amb marrons i negres, el resultat seria un gradual "emblanquiment" de la població brasilera. La coneguda pintura A Redenção de Cam, obra feta en 1895 per Modesto Brocos i Gómez, sintetitza la idea corrent d'aquesta època: «A través del mestissatge amb europeus, els brasilers es tornarien de pell cada vegada més blanca».